# Esther Mujawayo
Esther Mujawayo (Gitarama, 10 settembre 1958) è una psicoterapeuta e scrittrice ruandese.

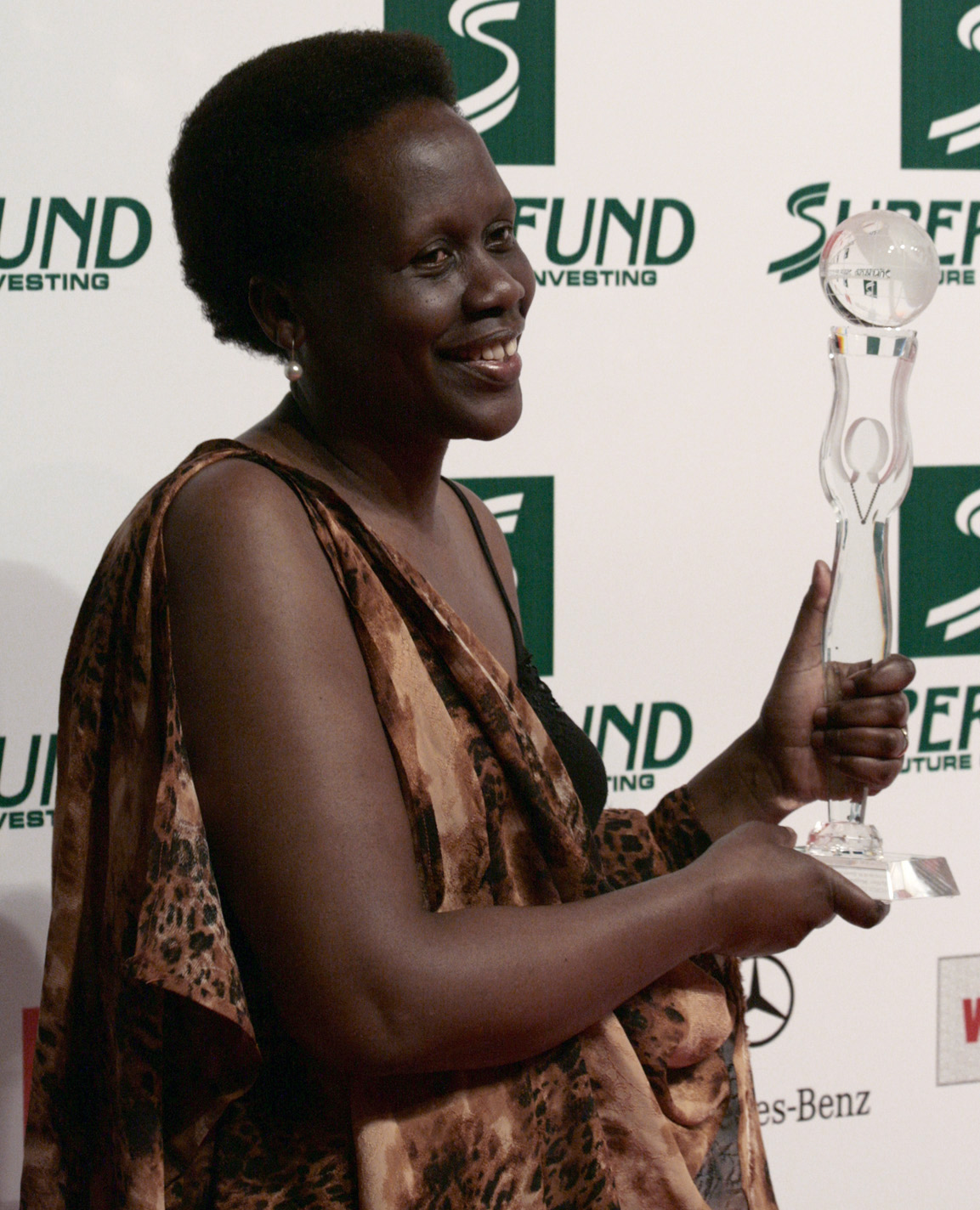
Social World Award 2009

Sopravvissuta al genocidio del 1994, nel quale ha perso complessivamente 274 familiari, compresi i genitori, il marito e una sorella, ha fondato nel luglio dello stesso anno un'associazione di donne vedove, Avega, che ha lo scopo di aiutare le donne sopravvissute, in particolare quelle che sono state vittime degli stupri .

## Professione
Sociologa e psicoterapeuta in un centro psicologico per rifugiati a Düsseldorf, si occupa principalmente del trauma psichico post bellico.

## Opere
Ha raccontato la tragedia del massacro di oltre ottocentomila cittadini ruandesi di etnia tutsi, ad opera di altri cittadini di etnia hutu fomentati da una parte della classe dirigente in due libri-testimonianza, scritti insieme alla giornalista francese Souâd Belhaddad: "SurVivantes" e "Le fleur de Stéphanie", tradotto e pubblicato in Italia nel 2007 dalle Edizioni E/O nella collana "Dal mondo".